# Fábián Marozsán
Fábián Marozsán, né à Budapest le 8 octobre 1999 (25 ans), est un joueur de tennis hongrois, professionnel depuis 2017.

## Carrière
Connaissant des débuts au niveau professionnel relativement discrets, Fábián Marozsán perce au niveau Challenger en 2022 avec un titre à Banja Luka et une finale à Bratislava.
En mai 2023, alors classé 135e mondial, il s'extirpe des qualifications du Masters de Rome. Pour sa première apparition dans un tableau principal d'un tournoi ATP, il écarte Corentin Moutet puis Jiří Lehečka. Au troisième tour, il élimine contre toute attente le futur n°1 mondial Carlos Alcaraz en deux sets (6-3, 7-64) avant de s'incliner en huitièmes de finale contre Borna Ćorić. Il s'impose par la suite sur le tournoi de Pérouse et fait son entrée dans le top 100. Il refait parler de lui tout d'abord à l'US Open en battant Richard Gasquet au premier tour, puis à Shanghai début octobre en écartant successivement le 11e mondial Alex De Minaur (6-3, 7-5), le Serbe Dušan Lajović (6-3, 6-3) puis le n°9 Casper Ruud (7-6, 3-6, 6-4). Il dispute alors son premier quart en Masters 1000 et s'incline renversé par le Polonais Hubert Hurkacz (6-4, 1-6, 3-6), futur vainqueur en Chine.
Membre de l'équipe de Hongrie de Coupe Davis depuis 2021, il remporte en 2023 un double avec Máté Valkusz contre la paire française Nicolas Mahut - Arthur Rinderknech.
Il joue son troisième quart de finale en quatre participations en Masters 1000 à Miami après une très belle semaine où il sort le jeune Aleksandar Kovacevic (6-3, 6-2), ne laisse que deux jeux au septième joueur mondial Holger Rune (6-1, 6-1) puis bat l'Australien Alexei Popyrin (7-5, 6-3) et le dixième joueur mondial, Alex de Minaur, vainqueur d'Acapulco quelques semaines plus tôt (6-4, 0-6, 6-1). Il bat ainsi pour la première fois de sa vie deux joueurs du Top 10 dans un même tournoi. Sa belle série s'arrête contre l'Allemand Alexander Zverev (3-6, 5-7), numéro cinq mondial.
Il est de nouveay sorti par l'Allemand en 2025, en demi-finale du tournoi de Munich (6-7, 3-6). Il avait écarté un autre local, le jeune Justin Engel (6-4, 6-1), le Français Ugo Humbert, gêné à la main droite (6-4, 6-4) et le Belge Zizou Bergs (6-3, 7-6).

## Parcours dans les tournois duGrand Chelem

### En simple
| Année | Open d'Australie | Open d'Australie | Internationaux de France | Internationaux de France | Wimbledon       | Wimbledon          | US Open        | US Open          |
| ----- | ---------------- | ---------------- | ------------------------ | ------------------------ | --------------- | ------------------ | -------------- | ---------------- |
| 2023  | —                | —                | —                        | —                        | 1er tour (1/64) | David Goffin       | 2e tour (1/32) | Adrian Mannarino |
| 2024  | 3e tour (1/16)   | Taylor Fritz     | 2e tour (1/32)           | Grigor Dimitrov          | 1er tour (1/64) | Jan-Lennard Struff | 2e tour (1/32) | Daniil Medvedev  |
| 2025  | 3e tour (1/16)   | Lorenzo Sonego   | 2e tour (1/32)           | Carlos Alcaraz           | 2e tour (1/32)  | Jaume Munar        |                |                  |

N.B. : à droite du résultat se trouve le nom de l'ultime adversaire.

### En double messieurs
| 2024 | 2e tour (1/16) M. Fucsovics \|\| style="text-align:left;" \| T. Macháč Zhang Z. | 1er tour (1/32) F. Romboli \|\| style="text-align:left;" \| S. Bolelli A. Vavassori | 1er tour (1/32) V. V. Cornea \|\| style="text-align:left;" \| A. Mies J.-P. Smith | 1er tour (1/32) Zizou Bergs \|\| style="text-align:left;" \| N. Borges F. Cabral |

N.B. : le nom du partenaire se trouve sous le résultat ; les noms des ultimes adversaires se trouvent à droite.

## Parcours dans lesMasters 1000
| Année | Indian Wells             | Miami                   | Monte-Carlo         | Madrid               | Rome                   | Canada              | Cincinnati               | Shanghai                 | Paris |
| ----- | ------------------------ | ----------------------- | ------------------- | -------------------- | ---------------------- | ------------------- | ------------------------ | ------------------------ | ----- |
| 2023  | —                        | —                       | —                   | —                    | 1/8 de finale B. Ćorić | —                   | —                        | 1/4 de finale H. Hurkacz | —     |
| 2024  | 1/8 de finale C. Alcaraz | 1/4 de finale A. Zverev | —                   | 2e tour F. Cerúndolo | 1er tour A. Shevchenko | 1er tour P. Carreño | 1/8 de finale B. Shelton | —                        | —     |
| 2025  | 2e tour G. Mpetshi       | 1er tour G. Monfils     | 1er tour G. Monfils | 1er tour F. Cobolli  | 3e tour J. Menšík      | 3e tour F. Cobolli  | 2e tour S. Tsitsipás     |                          |       |

N.B. : sous le résultat se trouve le nom de l’ultime adversaire.

## Victoires sur le top 10
Toutes ses victoires sur des joueurs classés dans le top 10 de l'ATP lors de la rencontre.
| Légende      |
| Grand Chelem |
| Masters 1000 |
| ATP 500      |
| ATP 250      |

| # | F.M.   | Tournoi    | Année | Surface      | Adversaire      | Rang  | Tour | Score          |
| - | ------ | ---------- | ----- | ------------ | --------------- | ----- | ---- | -------------- |
| 1 | no 135 | Rome       | 2023  | Terre battue | Carlos Alcaraz  | no 2  | 1/16 | 6-3, 7-64      |
| 2 | no 91  | Shanghai   | 2023  | Dur          | Casper Ruud     | no 9  | 1/8  | 7-63, 3-6, 6-4 |
| 3 | no 57  | Miami      | 2024  | Dur          | Holger Rune     | no 7  | 1/32 | 6-1, 6-1       |
| 4 | no 57  | Miami      | 2024  | Dur          | Alex de Minaur  | no 10 | 1/8  | 6-4, 0-6, 6-1  |
| 5 | no 50  | Cincinnati | 2024  | Dur          | Grigor Dimitrov | no 9  | 1/16 | 4-6, 6-4, 6-3  |
| 6 | no 58  | Hong Kong  | 2025  | Dur          | Andrey Rublev   | no 8  | 1/8  | 7-5, 3-6, 6-3  |

## Classements ATP en fin de saison
| Année          | 2018 | 2019 | 2020 | 2021 | 2022 | 2023 | 2024 |
| Rang en simple | 924  | 623  | 525  | 359  | 172  | 64   | 58   |
| Rang en double | 974  | 617  | 512  | 566  | 504  | 1023 | 567  |

Source : (en) Classements de Fábián Marozsán sur le site officiel de la Fédération internationale de tennis